# One More Light (singolo)
One More Light è un singolo del gruppo musicale statunitense Linkin Park, pubblicato il 2 ottobre 2017 come sesto estratto dall'album omonimo.

## Antefatti
Verso la fine del 2016 il rapper Mike Shinoda ha rivelato di aver lavorato insieme al compositore britannico Eg White (già collaboratore di Florence and the Machine e Adele) alla realizzazione di un brano, rivelatosi essere One More Light in una successiva intervista concessa da Shinoda a 102.1 The Edge.

## Descrizione
One More Light è il primo brano nella carriera del gruppo a dare il proprio titolo a un loro album in studio ed è una ballata. Come spiegato da Shinoda, il brano rappresenta il «cuore dell'album» ed è stato composto in ricordo di un'amica del gruppo morta di cancro. Quando White gli ha chiesto cosa volesse scrivere, il rapper gli ha spiegato che l'unica cosa a cui poteva pensare era l'amica scomparsa. Più tardi è stato spiegato dal gruppo che l'amica in questione era Amy Zaret, dipendente per 25 anni della Warner Bros. Records scomparsa nell'ottobre 2015.
Secondo il rapper, il messaggio che vuole lasciare il brano è che «attraverso qualcosa di veramente, davvero traumatico, una delle cose più importanti che puoi fare è far sapere alle persone che ti importa di loro».

## Promozione
Il brano è stato eseguito per la prima volta dal vivo il 9 maggio 2017 durante un concerto in Cile, per poi eseguirla nuovamente dieci giorni più tardi al Jimmy Kimmel Live! in omaggio a Chris Cornell dei Soundgarden, scomparso il giorno prima. In seguito alla scomparsa del frontman Chester Bennington, il 26 luglio 2017 l'emittente radiofonica statunitense KROQ-FM ha inserito il brano nella propria programmazione radiofonica. Nel mese di settembre è stato rivelato che il brano sarebbe stato pubblicato come singolo nelle principali stazioni radiofoniche statunitensi a partire dal 2 e dal 3 ottobre; riguardo alla scelta di pubblicarlo come singolo, Shinoda ha spiegato:
Il 25 ottobre il singolo è stato pubblicato per il download digitale in una versione remixata dal DJ statunitense Steve Aoki come tributo alla memoria di Bennington.

## Video musicale
Il video, diretto dal DJ del gruppo Joe Hahn e da Mark Fiore, è stato reso disponibile il 18 settembre 2017 attraverso il canale YouTube del gruppo. Esso è un tributo alla memoria di Bennington e mostra numerose scene tratte sia dai precedenti video musicali dei Linkin Park sia con altre tratte da concerti, retroscena e momenti di vita quotidiana del sestetto californiano. Riguardo alla realizzazione del video, Hahn ha commentato con la seguente dichiarazione:

## Tracce
1. One More Light (Chester Forever Steve Aoki Remix) – 4:10

## Formazione
Hanno partecipato alle registrazioni, secondo le note di copertina di One More Light:
Gruppo
- Chester Bennington – voce
- Mike Shinoda – tastiera, cori
- Brad Delson – chitarra
- Phoenix – basso
- Joe Hahn – campionatore, programmazione

Altri musicisti
- Eg White – chitarra, pianoforte

Produzione
- Mike Shinoda – produzione, ingegneria del suono
- Brad Delson – produzione
- Emily Wright – produzione vocale
- Ethan Mates – ingegneria del suono
- Josh Newell – ingegneria del suono
- Alejandro Baima – assistenza tecnica
- Warren Willis – assistenza tecnica
- Jerry Johnson – assistenza tecnica
- Manny Marroquin – missaggio
- Chris Galland – ingegneria al missaggio
- Jeff Jackson, Robin Florent – assistenza

## Classifiche
| Classifica (2017)                | Posizione massima |
| -------------------------------- | ----------------- |
| Austria                          | 35                |
| Canada                           | 91                |
| Francia                          | 111               |
| Germania                         | 51                |
| Italia                           | 79                |
| Portogallo                       | 61                |
| Stati Uniti                      | 104               |
| Stati Uniti (adult top 40)       | 35                |
| Stati Uniti (alternative)        | 28                |
| Stati Uniti (rock & alternative) | 6                 |
| Svizzera                         | 48                |
| Ungheria                         | 31                |